# NGC 2321
NGC 2321 est une galaxie spirale barrée située dans la constellation du Lynx. NGC 2321 été découverte par le physicien irlandais George Stoney en 1849.

## Caractéristiques
Sa vitesse par rapport au fond diffus cosmologique est de 6 394 ± 14 km/s, ce qui correspond à une distance de Hubble de 94,3 ± 6,6 Mpc (∼308 millions d'al).
À ce jour, trois mesures non basées sur le décalage vers le rouge (redshift) donnent une distance de 92,533 ± 2,815 Mpc (∼302 millions d'al), ce qui est à l'intérieur des valeurs de la distance de Hubble.
La classe de luminosité de NGC 2321 est I et elle présente une large raie HI.
En raison d'une brillance de surface égale à 14,07 mag/am2, on peut qualifier NGC 2321 de galaxie à faible brillance de surface (LSB en anglais pour low surface brightness). Les galaxies LSB sont des galaxies diffuses (D) avec une brillance de surface inférieure de moins d'une magnitude à celle du ciel nocturne ambiant.